# Kostel svatého Klimenta (Skopje)
Kostel svatého Klimenta (makedonsky Соборен архиепископски храм на Македонската православна црква „Свети Климент Охридски“ , doslova katedrální chrám Makedonské pravoslavné církve Svatého Klimenta Ochridského) se nachází v severomakedonské metropoli Skopje. Stojí západně od středu města na rohu ulic Bulevar Kliment Ohridski a Partizanski Odredi. 
Jedná se o hlavní a největší chrám Makedonské pravoslavné církve. Zasvěcen je Klimentu Ochridskému. Kostel pod ním potom bohorodičce.

## Popis stavby

### Exteriér a architektura
Jedná se o postmoderní (brutalistický) kostel, který odkazuje na klasické byzantské pravoslavné kostely. Stojí na základně o čtvercovém půdorysu o rozměrech 36 x 36 metrů. V centrální části je hlavní kopule, posazená na osmiboké základně s osmi nápadně velkými okny s třemi kříži v každém. 
K hlavní kupoli přiléhají čtyři další nižší, které vyplňují prostor celého půdorysu. Dominantní je dekorativní pozlacený kříž na hlavní kopuli. Doplňují jej potom kříže menší na kopulích a kaplích nižších.
Kostel může pojmout až 6000 věřících.

### Interiér
Pod centrální kopulí se nachází 3,5 m vysoký trůn. Dva další naproti němu jsou vysoké každý 2 metry a podle zvyklosti mají být určeny pro pantokratora a jeho císařovnu. Unikátní je, že v tomto kostele je Ježíš Kristus namalován na ploše 70 m², přičemž každé jeho oko má průměr 1,5 m. Odklon od tradice spočívá v tom, že starozákonní proroci jsou zobrazeni jako sedící, nikoliv vestoje. Druhou odchylkou od pravoslavné tradice jsou velká okna. Aby se zabránilo velkému množství světla, které by narušovalo klasické vnímání interiéru kostela, jsou částečně zateměna akrylátem, který vytváří do jisté míry hru světel.
Ikonostas uvnitř kostela má rozměry 19,5 x 12,5 metrů. Jeho hlavním tématem jsou rostliny a vyřezán byl do dubového dřeva.

### Okolí kostela
Ke kostelu přiléhají také tři kaple, a to zasvěcené sv. Konstantinovi a jeho ženě císařovně Heleně, další potom Svatému Menasovi.
Ke kostelu patří také 45 metrů vysoká zvonice, která se nachází v jeho blízkosti. Je nápadná jednak díky své bílé barvě, jednak díky rozšířené a postupně se zužující základně. Jsou zde umístěny celkem tři zvony, první má váhu 1000 kg, další 500 kg a poslední 300 kg. Zvony byly odlity v Rakousku.
Dále se při kostelu nachází ještě fontána, která byla kostelu darována od makedonské muslimské obce a socha arciepiskopa Makedonské pravoslavné církve Dositeje II., která sem byla umístěna v roce 2007.

## Historie

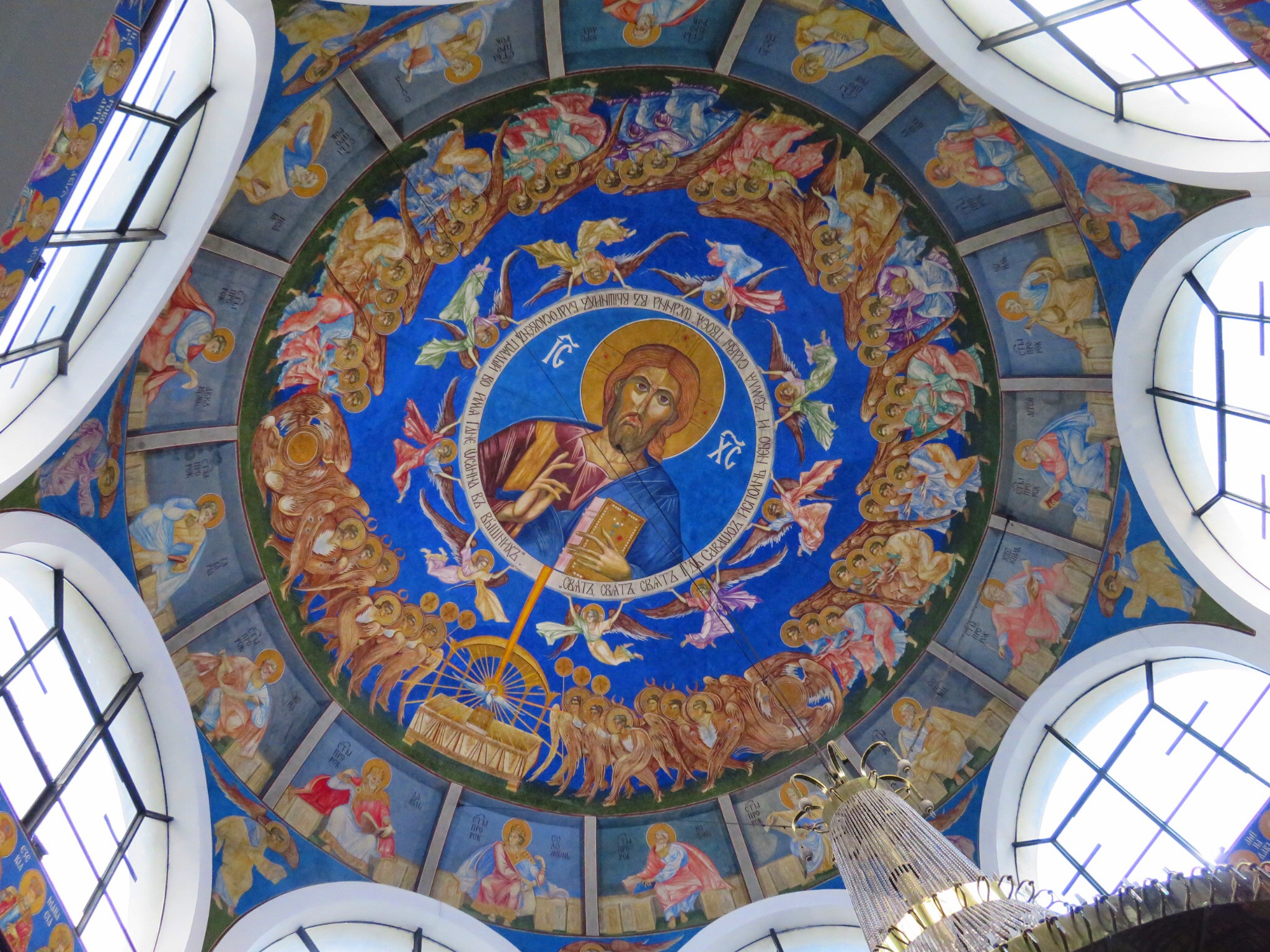
Kopule chrámu.

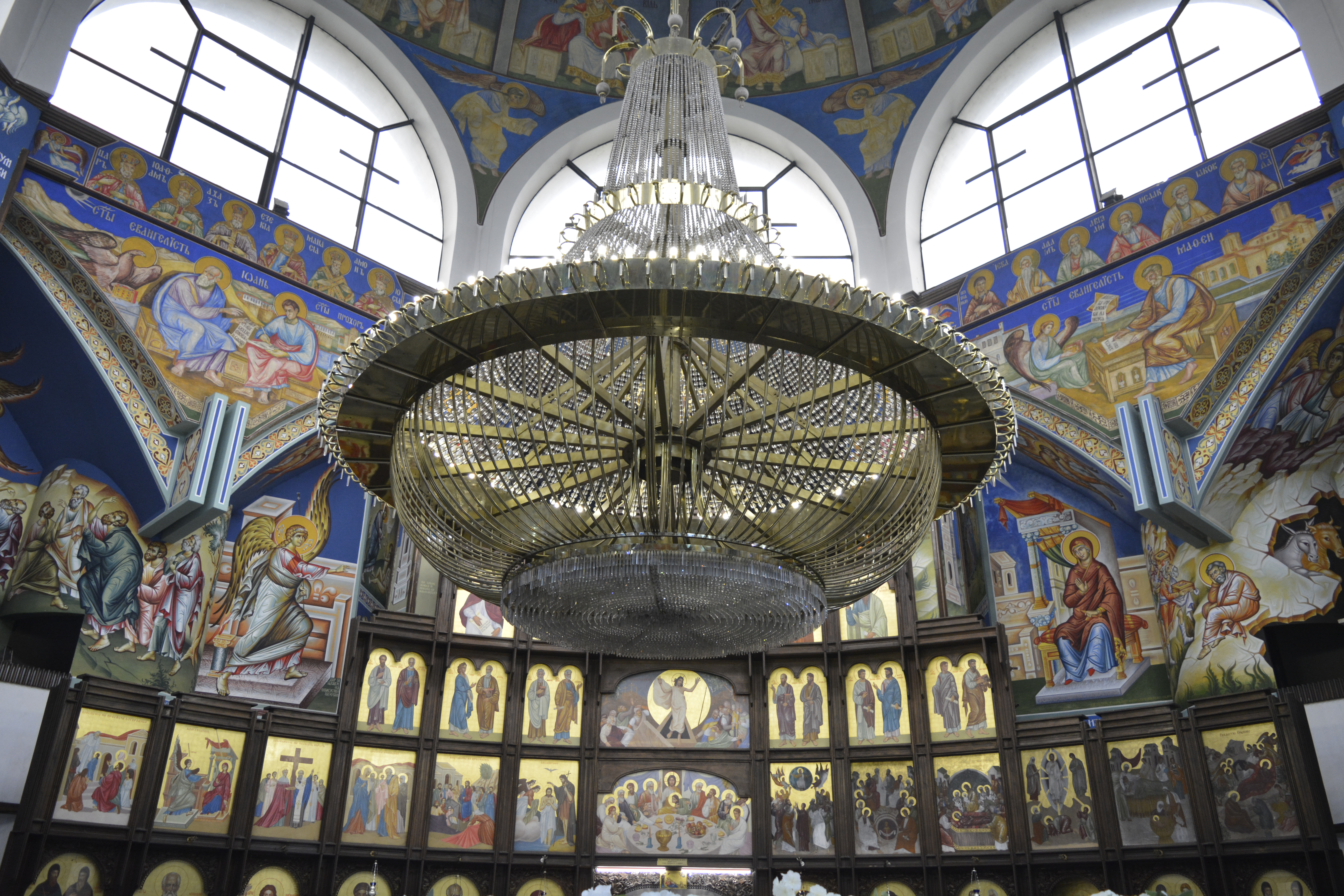
Ikonostas kostela.

Potřeba výstavby hlavního kostela pro Makedonskou pravoslavnou církev byla jednou z prvních věcí po jejím odtržení od srbské pravoslavné církve v roce 1967. Největší kostel ve Skopje byl vypálen v roce 1944 během druhé světové války a obecně dlouhodobě i po válce nedostačoval potřebám místních věřících co do počtu. Projekt byl připraven a stavební práce zahájeny do pěti let od vzniku MPC. Projekt kostela před uskutečněním prošel několika změnami. Změněna byla ve výsledku i zvonice, která byla upravena také z důvodu zvýšení stability pro případ zemětřesení.[zdroj?]
Projekt kostela připravil makedonský architekt Slavko Brezoski. Jedná se o jednu z jeho neznámějších staveb. Ikony napsal Gjorgi Danevski a Spase Spirovski a fresky namaloval akademický malíř Jovan Petrov a jeho spolupracovníci. 
Výstavba byla zahájena v roce 1972 (základní kámen položen dne 23. dubna) a trvala 18 let. Stavební práce, které realizovala společnost Novogradba, byly dokončeny v roce 1990, kostel byl slavnostně vysvěcen dne 12. srpna 1990, a to při příležitosti 1150. výročí od narození Klimenta Ochridského, jemuž je zasvěcen. Vysvěcení kostela se konalo v atmosféře rozpadu socialistické Jugoslávie a rostoucího makedonsko-řeckého sporu, stejně jako srbského nacionalismu. Bylo proto do jisté míry manifestací jednoty makedonského národa. Událost se konala s přítomností nejvyšších představitelů Makedonské pravoslavné církve.  O výstavbě kostela byl natočen rovněž i dokumentární pořad s názvem Soborna (katedrální chrám).
Dne 24. května 2024 zde byla odsloužena společná mše představitelů Makedonské pravoslavné církve a Srbské pravoslavné církve, při níž srbský patriarcha Porfirij oznámil, že jeho církev uznala autokefalitu Makedonské pravoslavné církve, čímž se Makedonská pravoslavná církev stala církví kanonickou.